# Річки Донецької області
Гідрографічна мережа Донецької області розміщена в межах басейнів Дніпра (28,5 % території області), Дону (р. Сіверський Донець, 30,2 % території області) та річок Приазов'я (41,3 %). Точкою перетину меж цих трьох басейнів можна умовно вважати місце стику залізничних насипів Авдіївка — Донецьк — Ясинувата, у центрі області 48°06′36″ пн. ш. 37°45′56″ сх. д.. На території Донецької області — 246 річок, 47 з них мають довжину понад 25 км кожна.
Найбільша річка — Сіверський Донець, яка належить до басейну Дону, що впадає в Азовське море.
Річки — рівнинного типу, переважно снігового і дощового живлення.
Багато річок влітку пересихають і водопостачання здійснюється за рахунок водосховищ, яких у Донецькій області нараховується 130. Найбільші водосховища — Курахівське водосховище, Старокримське водосховище, Карлівське водосховище, Клебан-Бикське водосховище, Верхньокальміуське водосховище та інші).
Споруджено 2146 ставків загальною площею водної поверхні 12200 га.

## Басейн річкиДніпро
Річка Самара:
- Вовча (із Дніпропетровської області, ліва)
  - Солона (із Дніпропетровської області, права)
  - Мокрі Яли (ліва)
    - Кашлагач (у гирлі — селище Велика Новосілка, права)
    - Шайтанка (у гирлі — селище Велика Новосілка, права)

  - Солона (у гирлі — село Дачне, Покровський район, права)
  - Сухі Яли (у гирлі — село Костянтинопіль, Волноваський район, ліва)
    - балка Тарама (ліва)
      - балка Тарамчук (права)

    - балка Куряча (ліва)

  - Осикова (у гирлі — місто Курахове, ліва)
  - Лозова (Красногорівка, Старомихайлівка, Лозове; ліва притока Вовчої)
  - Водяна (ліва)
    - Балка Домаха (у гирлі — село Нетайлове, Покровський район, ліва)
    - Піщана (село Піски, ліва)

  - Дурна (ліва)
    - балка Миколаїв Яр (права)
- Бик (із Дніпропетровської області, ліва)
  - Ковалиха (у гирлі — село Кам'янка, Покровський район, ліва)
  - Гришинка (у гирлі — село Лиман, Покровський район, ліва)
  - Водяна (у гирлі — Криворіжжя, Покровський район, ліва)
- Гнилуша (із Харківської області, ліва)
- Водяна (у гирлі — селище Олександрівка, Краматорський район, ліва)

## Басейн річкиДон
Річка Сіверський Донець:
- Лугань (також Луганка) (з Луганської області)
  - Біла (у гирлі — село Сабівка, Луганський район, права)
  - Карапулька (у гирлі — селище Луганське, Бахмутський район, права)
  - Струмок (права)
  - Гурти (у гирлі — місто Горлівка, права)
- Жеребець (ліва)
- Бахмут (у гирлі — село Дронівка, Бахмутський район, права)
  - Кам'янка (у гирлі — місто Сіверськ, права)
    - Плотка (права)
    - Ширшов (права)

  - Яма (у гирлі — місто Сіверськ, права)
    - Балка Берестова (ліва)

  - Суха (ліва)
  - Суха Плітка (у гирлі — село Переїзне, Бахмутський район, права)
  - Васюківка (у гирлі — село Сакко і Ванцетті, Бахмутський район, ліва)
    - Копанка (у гирлі — село Бондарне, Бахмутський район, права)

  - Мокра Плітка (у гирло — місто Бахмут, права)
    - Горілий Пень (у гирлі — село Бахмутське, Бахмутський район, ліва)

  - Середня Ступка (у гирлі — село Парасковіївка, Бахмутський район, ліва)
  - Велика Ступка (у гирлі — місто Бахмут, ліва)
- Казенний Торець (у гирлі — селище Райгородок, Краматорський район, права)
  - Сорищі (у гирлі — місто Слов'янськ, права)
  - Сухий Торець (у гирлі — місто Слов'янськ, ліва)
    - Бичок (із Харківської області, права)

  - Маячка (у гирлі — місто Краматорськ, ліва)
  - Кривий Торець (у гирлі — місто Дружківка, права)
    - Клебан-Бик (ліва)
      - Калинівка (права)
        - балка Крута (ліва)
        - балка Сидорів Яр (права)
        - балка Суха (права)

    - Неумиха (у гирлі — місто Костянтинівка, права)
      - Балмутка (ліва)

    - балка Залізна (у гирлі — селище Нью-Йорк, Торецьк, права)
    - балка Широка (права)
    - Батманка (у гирлі — село Троїцьке, Покровський район, права)
    - Очеретовата (у гирлі — селище Верхньоторецьке, ліва)
      - Кам'янка (ліва)
        - Балка Крута (права)

    - Широка (права)

  - Грузька (у гирлі — селище Новогригорівка, Дружківка, ліва)
  - Полтавка (у гирлі — село Павлівка, Краматорський район, права)
- Нетриус (у гирлі — село Пришиб, Краматорський район, ліва)

## РічкиПриазов'я
(зі сходу на захід):
- Міус (із Ростовської області)
  - Кринка (з Ростовської області, права)
    - Севастянівка (у гирлі — село Артемівка, ліва)
      - Горіхова (у гирлі — село Мануйлівка, Горлівський район Донецької області, ліва)

    - Мала Шишівка (у гирлі — село Мала Шишівка, Донецький район Донецької області, права)
    - Велика Шишівка (у гирлі — село Сіятель, Донецький район Донецької області, ліва)
    - Калинова (ліва)
    - Калинова (права притока Кринки)
    - балка Панків (у гирлі — село Новопетрівське, Донецький район, права)
    - Орлівка (у гирлі — село Степано-Кринка, Донецький район, ліва)
    - Вільхова (у гирлі — селище Зуївка, Харцизьк, ліва)
      - Вільхівка (права)
      - Кленова (у гирлі — місто Шахтарськ, права)
        - Балка Михайлівка (ліва)
        - балка Прищепина (ліва)

    - Корсунь (у гирлі — село Верхня Кринка, Єнакієве, права)
      - Росоховата (у гирлі — селище Корсунь, Єнакієве, ліва)

    - Садки (у гирлі — село Щебенка, Єнакієве, права)
    - Булавинка (у гирлі — село Шапошникове, Єнакієве, ліва)
      - Балка Должик (права)
      - Балка Скелева (ліва)

- -     -       - Вільховатка (у гирлі — селище Вільховатка, Єнакієве, ліва)
      - балка Скелева (ліва)

  - Вільховчик (із Ростовської області, права)
  - Нагольна (у гирлі — село Дмитрівка, Горлівський район, ліва)
  - Крепенька  (ліва)
  - Глуха (з Луганської області, права)
- Мокрий Яланчик (із Ростовської області)
  - Сухий Яланчик (із Ростовської області, права)
    - Балка Павлівська (права)
    - Балка Кошарна (ліва)
    - Балка Феропонська (ліва)
- Грузький Яланчик (у гирлі — місто Новоазовськ)
  - Гірка (ліва)
  - Кам'янка (права)
    - Балка Широка (права)
    - Балка Холодна (права)
    - Балка Талівка (права)
    - Балка Бирючина (права)

  - Кам'янувата (права)
  - Харцизька (права)
- Безіменна (у гирлі — село Безіменне Кальміуський район)
  - балка Бирючина (ліва)
  - балка Куплевата (ліва)
- Широка (у гирлі — село Широкине Маріупольський район)
  - балка Водинська (права)
  - балка Велика-Широка (ліва)
    - балка Волошська (у гирлі — село Куликове, Кальміуський район, права)
      - балка Берестянка (права)
- Кальміус (у гирлі — місто Маріуполь)
  - Кальчик (у гирло — місто Маріуполь, права)
    - Калець (права)
    - Малий Кальчик (або Калка, в гирлі — село Кременівка, Маріупольський район, ліва)

  - балка Грековата (у гирлі — селище Сартана, місто Маріуполь, права)
    - балка Цекелекова (ліва)
    - балка Байдалова (ліва)

  - балка Осадчикова (у гирлі — селище Талаківка, Маріуполь, ліва)
  - балка Селіверстова (ліва)
  - балка Черненкова (ліва)
  - балка Чернеча (права)
  - балка Камишевата (у гирлі — село Пищевик, Маріупольський район, ліва)
  - балка Вербова (ліва)
  - балка Ковалева (ліва)
  - Дубівка (у гирлі — село Гранітне, Волноваський район, права)
  - Мокра Волноваха (права)
    - Комишуваха (права)
    - Суха Волноваха (у гирлі — село Роздольне, Кальміуський район, ліва)
      - балка Кінська (ліва)
      - балка Жовта (ліва)
        - балка Суха (права)
          - балка Рибна (ліва)

    - балка Хава-Лейс-Тарама (ліва)
    - балка Антон-Тарама (ліва)

  - Комишуваха (у гирлі — селище Старобешеве, права)
  - балка Крива (у гирлі — селище Старобешеве, ліва)
  - Берестова (у гирлі — село Олександрівка, Кальміуський район, права)
    - балка Широка (у гирлі — село Новоселівка, Кальміуський район, ліва)
      - балка Бугайова (ліва)

    - балка Берестова (права)

  - Грузька (у гирлі — селище Горбачево-Михайлівка, ліва)
    - Калинова (у гирлі — місто Макіївка, ліва)

  - Дурна (у гирлі — місто Донецьк, права)
  - Бахмутка (у гирлі — місто Донецьк, права)
- Мокра Білосарайка (у гирлі — селище Ялта Маріупольський район)
- Комишуватка (у гирлі — село Юр'ївка Маріупольський район)
- Зелена (у гирлі — село Урзуф Маріупольський район)
- Берда (із Запорізької області)
  - Каратиш (у гирлі — село Стародубівка, Маріупольський район, ліва)
  - Каратюк (у гирлі — село Захарівка, Маріупольський район, ліва)
    - Темрюк (у гирлі — село Веселе, Маріупольський район, права)